# Fraud Prevention and Detection
Unter Fraud Prevention and Detection wird die Vorbeugung und Entdeckung sowie adäquate Reaktion auf dolose Handlungen (Betrug, Unterschlagung, durch Handlungen der Mitarbeiter bedingte Vermögensverluste) (engl. fraud) in Unternehmen verstanden.

## Aufgabenbereiche des 'Fraud Prevention and Detection'
Die Aufgabenbereiche können grob unterteilt werden in
- Fraud Auditing,
- Fraud Prevention sowie
- Fraud Detection.

## Fraud Auditing
Fraud Auditing umfasst die Analyse von risikobehafteten Unternehmenseinheiten, Geschäftsbereichen, Unternehmensprozessen und -subprozessen auf Fraud. Darunter fällt die Aufklärung von eingetretenen dolosen Handlungen im Unternehmen sowie die strukturierte Prüfung interner Kontrollen und fraud-gefährdeter Geschäftsvorfälle. Weiterhin kann eine Schadensermittlung durchgeführt werden und bei der Rückführung von Vermögenswerten Hilfestellung geleistet werden. Gleichzeitig werden auch die Anwälte des Mandanten durch Litigation-PR unterstützt.
Der Abschlussprüfer ist nicht zur aktiven Feststellung von dolosen Handlungen verpflichtet. Im Rahmen der gesetzlichen Vorbehaltsaufgaben des Wirtschaftsprüfers hat dieser lediglich sicherzustellen, dass Unrichtigkeiten und Verstöße, die sich auf die Darstellung des sich nach § 264 Abs. 2 HGB ergebenden Bildes der Vermögens-, Finanz- und Ertragslage des Unternehmens wesentlich auswirken, bei gewissenhafter Berufsausübung erkannt werden (§ 317 Abs. 1 Satz 3 HGB).
Eine sog. Unterschlagungsprüfung muss ggf. als spezielle Sonderprüfung beauftragt werden. Das Vorgehen und die Stellung des Wirtschaftsprüfers nach IDW PS 210 unterscheidet sich grundlegend zum Vorgehen bei pflichtgemäßer Abschlussprüfung. Die Durchführung von Unterschlagungsprüfungen oder anderen interessengeleiteten Ermittlungen ist für einen Wirtschaftsprüfer problematisch, weil diese stets von einem Verdacht seines Auftraggebers geleitet wird. Gem. § 43 Abs. 1 S. 2 WPO hat sich der Wirtschaftsprüfer aber bei der Prüfungstätigkeit und der Erstattung von Gutachten unparteiisch zu verhalten, ein Gebot, das vom Wirtschaftsprüfer in seiner Funktion als Prüfer oder Gutachter unbedingte Neutralität verlangt. Aus diesem Grund führen Wirtschaftsprüfer im Rahmen ihrer Vorbehaltsaufgaben normalerweise sog. Shadow Audits durch. Dabei begleitet der Wirtschaftsprüfer die interne Revision oder andere Ermittler bei ihren Tätigkeiten, aber in vollständiger Unabhängigkeit und ohne besonderes Auftragsverhältnis. Der Wirtschaftsprüfer versteht die Begleitung der laufenden Ermittlungen lediglich als notwendige Erkenntnisquelle für das eigene Prüfungsurteil.
Besondere Pflichten treffen den Abschlussprüfer in Kreditinstituten. Nach § 27 Prüfungsberichtsverordnung (PrüfbV) hat er eine Darstellung und Beurteilung der getroffenen Vorkehrungen zur Verhinderung von Geldwäsche und Terrorismusfinanzierung sowie von sonstigen strafbaren Handlungen im Kreditinstitut vorzunehmen.

## Fraud Prevention
Im Rahmen von Fraud Prevention werden Lösungen entwickelt, die bestehenden sowie drohenden Risiken von Betrug, Unterschlagung sowie Vermögensverlusten vorbeugen.
Ziel ist es, die Wahrscheinlichkeit von solchen Fällen sowie die resultierenden Folgeschäden durch präventives Handeln zu minimieren. Im E-Commerce kann es notwendig sein, Fraud Detection und Prevention in Echtzeit einzusetzen. Damit sollen Schäden an der Wurzel der Entstehung bereits abgewandt werden. Ein Beispiel für die Funktionsweise von Echtzeit Fraud Detection und Prevention findet sich für den Online-Wettbereich oder im Bereich der (mobilen) Telekommunikation. Hier soll insbesondere Missbrauch mittels Premium Rate Services (PRS) vermieden werden.

## Fraud Detection
Fraud Detection umfasst die Identifizierung von Risiken für betrügerische Handlungen im Unternehmen und computergestützte Untersuchung (nur zulässig im Rahmen des Geldwäschegesetzes und nach § 25c KWG) auf Hinweise für solche Handlungen. Bei der Aufdeckung von Wirtschaftskriminalität in Unternehmen liegen die internen Kontrollsysteme sowie Routineprüfungen mit 61 % bis 68 % unangefochten an der Spitze. Verdachtsgeleitete Untersuchungen sind die Ausnahme und nur in engen Grenzen zulässig.

## Anti-Fraud-Management-System
Ein Anti-Fraud-Management-System (AFMS) umfasst die vorgenannten drei Aufgabenbereiche Fraud Auditing, Fraud Prevention und Fraud Detection. Es wird in größeren Unternehmen als unternehmensweites System zur Vorbeugung, Entdeckung und adäquaten Reaktion auf dolose Handlungen eingesetzt. Diese unterschiedlichen Elemente können entweder miteinander verbunden sein oder unabhängig voneinander existieren. Bei einer integrierten Lösung kann von einer höheren Wirksamkeit ausgegangen werden, wenn die wechselseitigen Abhängigkeiten bei der Planung mit berücksichtigt worden sind.

### Beispiele für einzelne Elemente
- Prävention: Einführung ethischer Kodizes, interne und externe Regelungen und Gesetze, Präventivkontrollen (z. B. die Prüfung von potenziellen Lieferanten) oder arbeitsorganisatorische Regelungen (z. B. Vier-Augen-Prinzip)
- Aufdeckung: Hinweisgebersysteme (Whistleblowing), Interne Revision, Compliance-Prüfungen, Sonderprüfungen (KWG)
- Aufarbeitung: Krisenmanagement, Interne Revision, Sonderprüfungen, Sanktionen, Ex-Post-Analysen

## Rechtsgrundlagen
Die Geschäftsführung eines Unternehmens ist in zunehmendem Maße gefordert, eine aktive Rolle bei der Vorbeugung und der Aufdeckung strafrechtlich relevanter oder das Unternehmen schädigender („doloser“) Handlungen im Unternehmen einzunehmen. Grundlagen dafür sind u. a.
- KWG (§ 25c Abs. 2 KWG)
- Deutscher Corporate Governance Kodex nur für börsennotierte Unternehmen
- GWG (§ 3 Abs. 1 S. 4 GwG)

## Prüfungsstandards
- IDW PS 210 setzt den internationalen ISA 240 um.

## Weblink
- The Association of Certified Fraud Examiners - German Chapter